# Chisamba Lungu
Chisamba Lungu (* 31. ledna 1991, Kafue, Zambie) je zambijský fotbalový záložník a reprezentant, v současnosti hráč zambijského klubu Nkana F.C.

## Klubová kariéra
- Zanaco FC 2007–2009
- Baia Zugdidi 2009–2010
- FK Ural 2010–

## Reprezentační kariéra
V A-mužstvu Zambie debutoval v roce 2010. Byl členem zambijského týmu, který vyhrál Africký pohár národů 2012 v Gabonu a Rovníkové Guineji.

Zúčastnil se i APN 2015 v Rovníkové Guineji, kde Zambie obsadila se 2 body poslední čtvrté místo v základní skupině B.